# 'Amran (stad)
 'Amran is een stad in Jemen en is de hoofdplaats van het gouvernement 'Amran.
Bij de volkstelling van 2004 telde Amran 76.863 inwoners.